# Steve Clark (soccer)
Pour les articles homonymes, voir Steve Clark (homonymie) et Clark.
Steve Clark, né le 14 avril 1986 à Mason dans le Michigan, est un joueur américain de soccer. Il évolue au poste de gardien de but.

## Biographie
Le 16 décembre 2013, Clark signe avec la MLS et les Sounders de Seattle, le club disposant d'un droit de découverte pour ce joueur dans la ligue nord-américaine. Il est immédiatement transféré au Crew de Columbus contre un choix de quatrième tour lors de la MLS SuperDraft 2015. Dans la même journée, le Crew transfère son gardien titulaire Andy Gruenebaum au Sporting de Kansas City.

## Palmarès
- Crew de Columbus
  - Finaliste de la Coupe MLS en 2015
- Timbers de Portland
  - Finaliste de la Coupe MLS en 2018 et 2021

- Meilleur gardien de but de Tippeligaen en 2012